# 田辺憲一
田辺 憲一（たなべ けんいち、1946年 - ）は、日本の元雑誌編集者、自動車評論家、赤坂自動車研究所代表。松任谷正隆とともに、BS朝日（2005年以前はテレビ朝日）制作の自動車情報番組『カーグラフィックTV』の司会者を務めていたことで知られる。

## 略歴
- 兵庫県神戸市生まれ。6歳の頃東京都に移る[1]。
- 1969年旧ソ連経由でヨーロッパに渡り、欧州各国を車で走破。旧ユーゴスラビア・アフガニスタン・旧西パキスタン経由で帰路につく（2010年頃からエッセイ「にせヒッピー西遊記」として後述のCG誌に連載[3]）[1]。
- 1970年株式会社二玄社入社[1]。当初は広告部に在籍し、後にCAR GRAPHIC（CG誌）編集部に異動する。
- 世界ラリー選手権(WRC)リポートの他、主に外国車のテストを手掛け、初めて実測300km/hを超えたフェラーリ・F40の性能計測も担当する。
- 1980年代前半は富士フレッシュマンをはじめ様々なレース参戦もする。
- 1984年からは「カーグラフィックTV（CGTV）」の立ち上げから参加し[1]、以降松任谷正隆とともに司会者として出演する。
- 2006年に二玄社を退職[1]。退職までにテスト走行した車は1万台以上、総走行距離は約170万キロになる。退職直後、赤坂自動車研究所を立ち上げ代表に就任[1]、CGTVではスーパーバイザーになっている。

## 人物
物腰が柔らかく、まろやかな当たりの人柄で知られ、CGTV内における松任谷やゲストとの落ち着いたトーンでの会話や議論は定評となっている。
海外ロケの多かった1980年代から1990年代のCGTVでは、司会者の田辺自身も同行し世界各地を取材して回った。
CG誌のイベント「CG FESTA」への出演や、講演活動等も行っている。
2021年以降、不定期でCGTVへの欠席が目立ちはじめ、2022年以降全く出演していない状況である。しかし番組最後のクレジットタイトルには以前と同様に田辺の名が記載されたままであり、番組内での田辺の近況に関する言及も特にされていない（田辺の代役には、CG誌の加藤哲也や渡辺慎太郎らが出演している）。

## 略式起訴不服裁判
2004年8月16日夜、東京都港区の交差点を直進中、対向車線から右折してきたオートバイを避けきれずに接触。乗っていた男性（当時37歳）がけがをした。「青信号だった」と主張する田辺に警察官は「ビデオに信号無視の状況が映っている」と説明。「後の裁判でビデオを見ればはっきりすると思いとりあえず警察官に言われた通り調書に署名、押印してしまった」（田辺談）。ところが、同年11月に略式起訴され罰金40万円の支払いを命令された。
車にかかわる仕事をプライドを持ってやってきたので納得がいかない、と正式裁判を求め、公判に証人出廷した警察官はビデオの内容を「上書きして消してしまった」などと証言。
東京簡裁は「被告証言には信用性が認められるが、警察官証言には認められない」と無罪を言い渡し検察側も控訴せず確定した。

## 関連人物・項目
- 小林彰太郎
- 松本葉
- 下野康史
- 熊倉重春
- 吉田匠
- 加藤哲也
- 三本和彦
- 渡辺慎太郎
- NAVI
- 松任谷正隆